# Banksia praemorsa
Banksia praemorsa là một loài thực vật có hoa trong họ Quắn hoa. Loài này được Andrews miêu tả khoa học đầu tiên năm 1802.